# 파주여객
파주여객 주식회사(坡州旅客 株式會社)는 선진그룹 버스사업부문 산하 경기도 파주시의 시내버스 자회사이고 본사는 경기도 파주시 천정구로 217 (교하동)에 위치해 있다.

## 연혁
- 2014년 5월 14일: 경기도 파주시 쇠재안길 18-15 (금릉동)에서 자본금 500,000,000원으로 회사 설립. 이순달 대표이사 취임.
- 2014년 5월 24일: 경영난 및 재정악화를 겪는 신성여객의 국토교통부의 광역급행버스 M7625번, M7426번을 양수.
- 2014년 7월 11일: M7625번, M7426번을 7월 19일부터 운행 중단한다는 안내문 공고.
- 2014년 7월 19일: 파주시와 협의가 진행되어 M7625번, M7426번 정상 운행.
- 2018년 3월 9일: 국토교통부의 광역급행버스 M7625번, M7426번이 굿모닝 급행버스 G7625번, G7426번으로 형간전환.
- 2020년 7월 10일: 자본금을 1,500,000,000원으로 증액.
- 2021년 1월 14일: 본점을 경기도 파주시 쇠재안길 18-15 (금릉동)에서 경기도 파주시 천정구로 163-2 (교하동)로 이전.
- 2021년 5월 10일: 본점을 경기도 파주시 천정구로 163-2 (교하동)에서 현 위치인 경기도 파주시 천정구로 217 (교하동)으로 이전.
- 2023년 5월 22일: 사명 파주선진에서 파주여객으로 변경.
- 2025년 1월 1일: 신성교통의 2200번, 9030번, 9030-1번 노선 인수
- 2025년 4월 1일: 신성교통의 3100번 노선 인수

## 현황
2021년 1월 기준이다.
| 운행업체 | 보유 노선수 | 보유 노선수 | 보유 노선수 | 보유 노선수 | 보유 노선수 | 등록 대수 | 등록 대수 | 등록 대수 | 등록 대수 | 등록 대수 |
| -------- | ----------- | ----------- | ----------- | ----------- | ----------- | --------- | --------- | --------- | --------- | --------- |
| 운행업체 | 노선 합계   | 광역급행    | 직행좌석    | 일반좌석    | 시내일반    | 대수 합계 | 광역급행  | 직행좌석  | 일반좌석  | 시내일반  |
| 파주선진 | 2           | 2           | -           | -           | -           | 20        | 20        | -         | -         | -         |

## 운행 노선

### 직행좌석버스
- ● 2200번: 맥금동 - 파주성모병원 - 시그네틱스 - 파주프리미엄아울렛 - 이주단지 - 유승 앙브와즈 A - 법흥리 - 영어마을 - 헤이리1게이트 - 자유로 - 파주 출판단지 - 롯데프리미엄아울렛 - 북센정문 - 자유로, 강변북로 - 합정역 - 홍대입구역 (경기도 공공버스)
- ● 3100번: 교하차고지 - 산내마을6.8단지 - 지산중학교.운정행복센터 - 운정고등학교 - 새암공원 - <자유로.강변북로 무정차> - 합정역 - 홍대입구역
- ● 9030번: 교하동 - 오도동 - 교하지구 - 운정신도시 - 자유로, 강변북로 - 성산대교 / 양화대교 - 당산역 - 영등포시장역 - 영등포역 (경기도 공공버스)
- ● 9030-1번: 교하지구 - 파주출판단지 - 자유로, 강변북로 - 성산대교 / 양화대교 - 당산역 - 영등포시장역 - 영등포역 (2016년 4월 16일 신설, 출근 노선) (경기도 공공버스)
- ● G7426번: 당하동 - 별하람마을1단지 - 가람 3, 4, 6단지 - 한길육교 - 한빛 4, 5단지 - 한빛 4, 8단지 - 한빛 3, 6단지 - 새암공원 - 자유로 - 강변북로 - 한남대교 - 신사역 - 논현역 - 신논현역 - 강남역 - 뱅뱅사거리 - 양재역 (경기도 공공버스)
- ● G7625번: 당하동 - 별하람마을1단지 - 가람 3, 4, 6단지 - 한길육교 - 운정행복센터 - 해솔 2, 5단지 - 산내 11단지 - 새암공원 - 자유로 - 성산대교 - 양화대교 - 당산역, 당산 삼성래미안아파트 - 국회의사당역 - 한국거래소 - KBS별관 - 샛강역 - 여의도역 (경기도 공공버스)

### 국토교통부의 광역급행버스
- ● M7154번: 숲속길마을 7단지 - 산내마을 9단지 - 운정고등학교 - 한울마을 2단지 - 새암공원 - <제2자유로 무정차> - 연세대학교 - 이대후문 - 경찰청 - 숭례문 - 시청앞 - 광화문.광화문빌딩 (2021년 6월 9일 신설, 2024년 9월 7일 신성교통에 양수, 대광위 준공영제 노선)

## 보유 차량
- 현대 쏠라티
- 현대 유니시티
- 현대 뉴 프리미엄 유니버스 스페이스 럭셔리
- 현대 뉴 프리미엄 유니버스 프라임
- 현대 뉴 프리미엄 유니버스 럭셔리
- 스카이웰 리오네 EV
- 볼보 B8RLE